# IC 3290
IC 3290 ist eine linsenförmige Galaxie vom Hubble-Typ SB0-a im Sternbild Zentaur. Sie ist schätzungsweise 141 Millionen Lichtjahre von der Milchstraße entfernt.
Das Objekt wurde am 30. Januar 1898 von Lewis Swift entdeckt.